# Magen David Adom

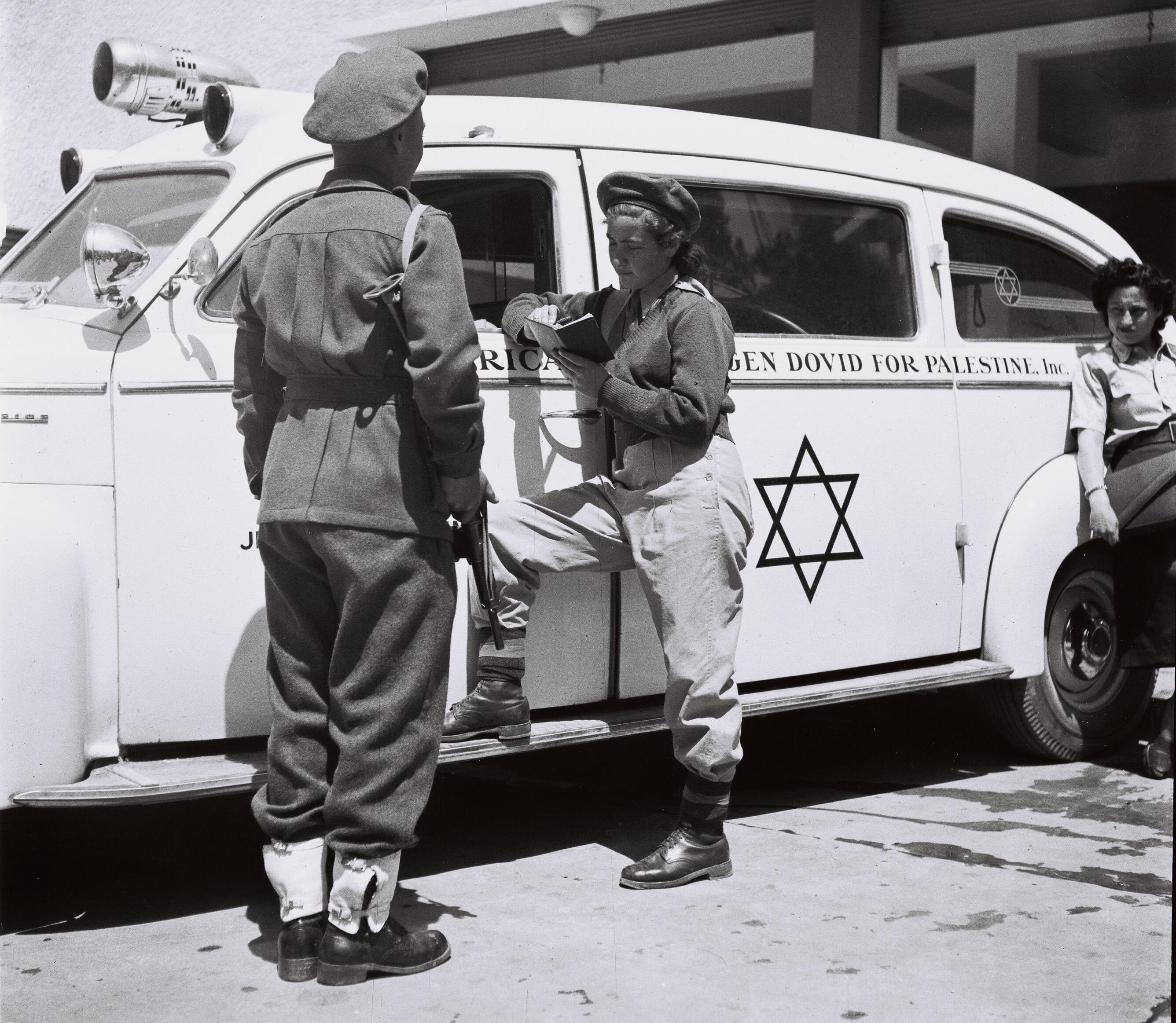
Een Ambulance van Magen David Adom in 1949

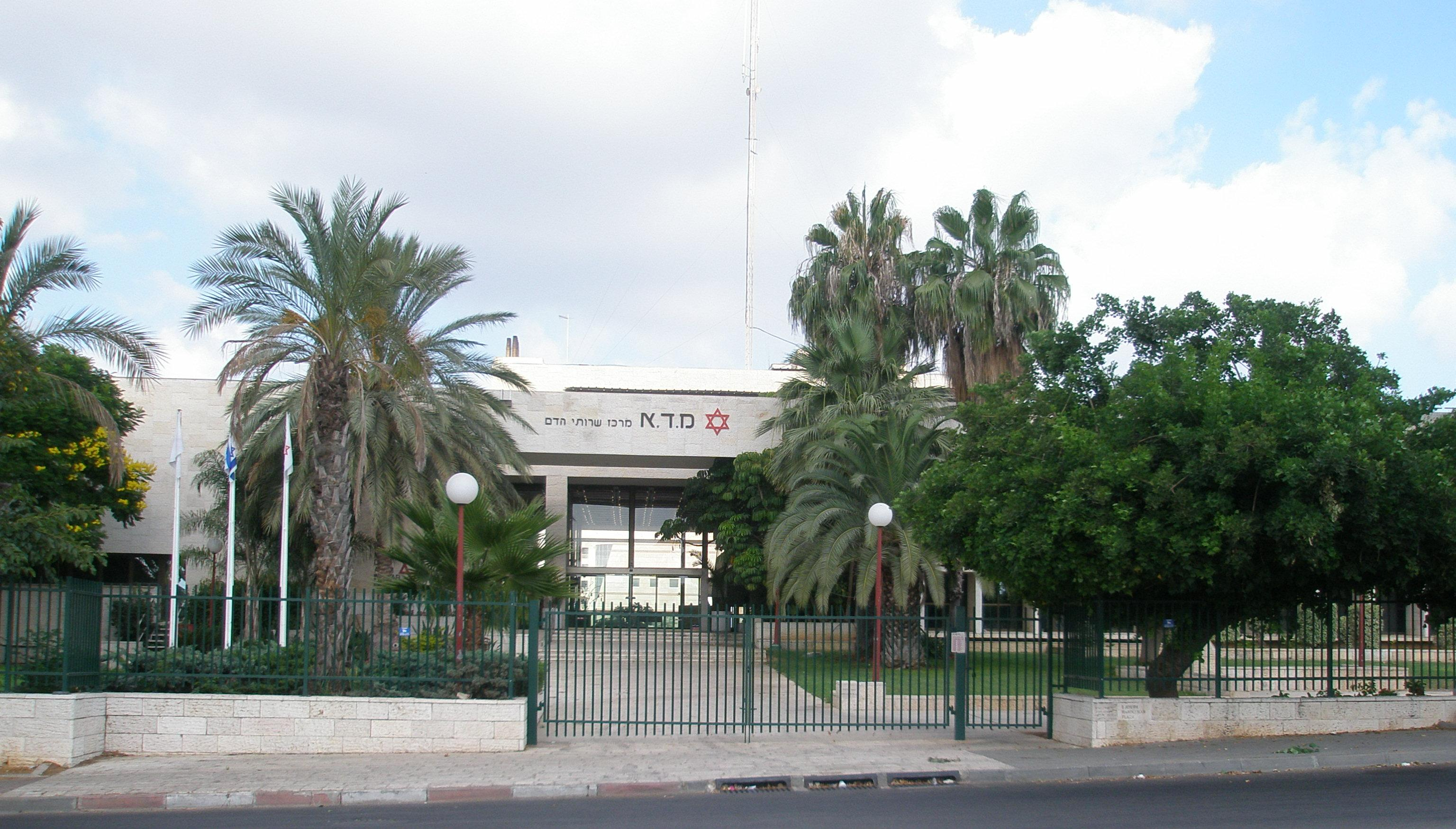
Een bloedbank van Magen David Adom

Magen David Adom (Hebreeuws: מגן דוד אדום: Rode Davidster) is een Israëlische hulpverleningsorganisatie, in wezen de Israëlische equivalent van het Rode Kruis, ook wel Rode Davidster genaamd. De MDA werd in 1929 opgericht door zeven artsen in Tel Aviv naar aanleiding van de Arabische opstand in het mandaatgebied Palestina. Er werd een kleine vrachtwagen omgebouwd tot ambulance door enkele tientallen vrijwilligers. In de jaren '40 kreeg de MDA van de Britse mandaatautoriteiten wettelijk bestaansrecht. 

Het embleem zoals te zien op het uniform

In 1950 nam de jonge staat Israël de Magen David Adom-wet aan. Deze wet hield in dat het MDA hulp mocht verlenen in tijden van oorlog en zich zou houden aan de reglementen van het Rode Kruis die in 1863 zijn vastgesteld. Verder werd bepaald dat de MDA een bloedbank zou oprichten. In 2012 telde de organisatie ruim 1.300 medewerkers en vele duizenden vrijwilligers. De MDA heeft samen met reddingsdiensten van het leger hulp verleend bij natuurrampen in de wereld, zoals bij de aardbeving in Haïti in 2010.

## Erkenning

Rode kristallogo

Tot 2006 werd Magen David Adom niet erkend door het Internationale Rode Kruis omdat de davidster, het symbool van Israëls eerste-hulporganisatie, niet tot de officieel geaccepteerde emblemen behoorde en Israël geen van de erkende symbolen wilde gebruiken. De werkelijke reden was volgens de Amerikaanse senator Seymour Lachman dat het Internationale Rode Kruis de Israëlische organisatie discrimineerde, onder druk van de Arabische staten. Het eerste verzoek om toegelaten te worden tot de Internationale Organisatie van Rode kruisverenigingen dateert uit 1949 en werd met één stem verschil verworpen. Onder zware Amerikaanse druk werd in 2006 een compromis bereikt, het Derde Aanvullend Protocol bij de Conventies van Genève, waarbij Magen David Adom buiten Israël geen gebruik mag maken van de davidster, maar een rood kristal gebruikt. Het Amerikaanse Rode Kruis trok eerder al, in 2000 haar jaarlijkse bijdrage in, ruim een kwart van het totale budget.

## Mobiele bloedbank

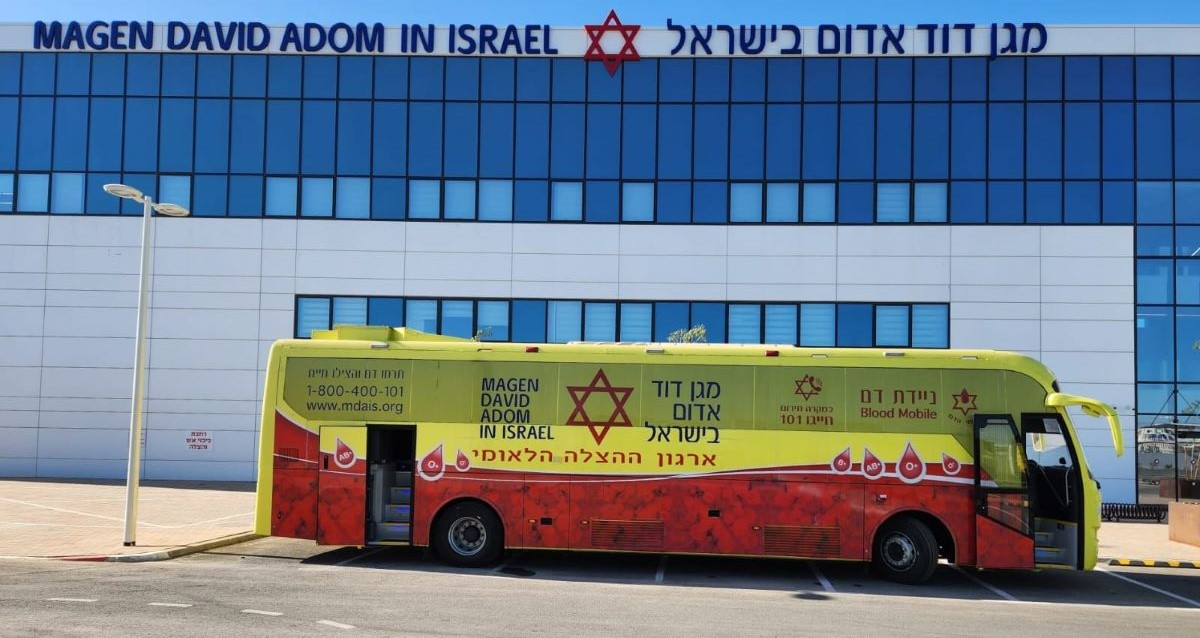
Bloeddonatiebus

De bloedbank van MDA exploiteert verschillende soorten en modellen van mobiliteit voor bloeddonatiedoeleinden. Zo is er een bloedbankmobiel met apparatuur en een team van donoren en een bloeddonatiebus met een groot aantal donatiestations. Na de donatie worden de bloedeenheden overgebracht naar de bloedbank in Tel Hashomer voor filtering en opslag. 

## Nederland en België
In februari 1981 is de stichting Magen David Adom Nederland opgericht, met het doel financiële en materiële steun te verlenen aan het medische werk van Magen David Adom in Israël. België kent de stichting Les Amis Belges du Magen David Adom.